# أيوب بن سويد
أبو مسعود أيوب بن سويد الحميري السيباني الرملي محدث الرملة، وأحد رواة الحديث النبوي.
حدث عن أبي زرعة يحيى بن أبي عمرو السيباني، وابن جريج، والأوزاعي، ويونس بن يزيد، وأسامة بن زيد الليثي، وعبد الرحمن بن يزيد بن جابر وعدة. حدث عنه أبو الطاهر أحمد بن السرح، ودحيم ، وكثير بن عبيد، والربيع بن سليمان المرادي، وبحر بن نصر، ومحمد بن عبد الله بن عبد الحكم وآخرون.
كان سيئ الحفظ لينا. روى عباس عن يحيى بن معين: «ليس بشيء، يسرق الحديث». قال إبراهيم بن عبد الله: «سألت يحيى بن معين عنه، فقال ليس بشيء حدثهم بالرملة بأحاديث عن ابن المبارك، ثم جعلها بعد عن نفسه عن شيوخ ابن المبارك». قال أبو حاتم: «لين الحديث». قال النسائي: «ليس بثقة». قال ابن عدي: «يكتب حديثه في جملة الضعفاء». ذكره ابن حبان في الثقات لكن قال: «كان رديء الحفظ». قال البخاري: «يتكلمون فيه». قال الذهبي: «وممن روى عنه بقية بن الوليد، والشافعي، ومحمد بن أبي السري».

## وفاته
قال ابن أبي عاصم توفي سنة 202 هـ. وقال البخاري قال لي محمد بن إسحاق سمعت عبد الله بن أيوب يقول غرق أيوب بن سويد في البحر سنة 193 هـ، قال الذهبي: الأول هو الصحيح.